# ブルメナウ幼稚園襲撃事件
ブルメナウ幼稚園襲撃事件（ブルメナウようちえんしゅうげきじけん）はブラジル・サンタカタリーナ州のブルメナウにある幼稚園で発生した2023年4月5日に発生した襲撃事件。4人の園児が殺害され、他の4人が負傷した。塀を飛び越えて学校に侵入したと思われる25歳の男性である容疑者は、近くの警察署で自首した。

## 背景
このような学校襲撃事件はブラジル国内で事件の数年前から増加している。2000年から2022年の間にブラジルで起きた16件の学校襲撃事件のうち、4件は2022年の後半に起きていた。

## 事件
現地時間午前9時ごろ、幼稚園の塀を飛び越えた犯人は、運動場にいた園児を襲い始めた。襲撃時、約40人の子どもが園内にいたと報告されている。
職員が、犯人は斧などといった武器を持っており、無作為に被害者を狙っていたと証言している。警察によると、犯人は教師たちが子どもたちを守った後に逃走し、駅で警察に自首したという。

### 被害
この事件により、5歳から7歳の子供4人が死亡した。死亡した4人のうち男児は3人で女児は1人だった。また、3歳から5歳の他の4人が負傷し、病院に運ばれた。このうち、1人は重体である。

## 犯人
犯人はパラナ州出身の事件当時25歳の男である。男は1997年12月19日生まれで事件前は攻撃前はバイクの運び屋として働いていた。男は学校を攻撃したとされる後にFacebookに投稿を行ったことが分かっている。警察は、男が幼稚園と関係があるとは思えないと考えている。

## 反応
- ルイス・イナシオ・ルーラ・ダ・シルヴァ大統領は「子供や孫を失った家族の痛みほど大きなものはなく、罪もなく無防備な子供に対する暴力行為ではなおさらだ」とツイートした[2]。
- サンタカタリーナ州のジョルジーニョ・メロ（ポルトガル語版）知事は、遺族に哀悼の意を表した[2]。
- ブルメナウ市の市長は、30日間の追悼期間を宣言する予定だと述べた[4]。